# Rodovia do Sol
A ES-060, mais conhecida como Rodovia do Sol, é uma rodovia radial que liga a capital do Espírito Santo, Vitória, ao sul do estado, passando pelo litoral sul capixaba. É uma rota alternativa para os motoristas que não querem utilizar a BR-101.

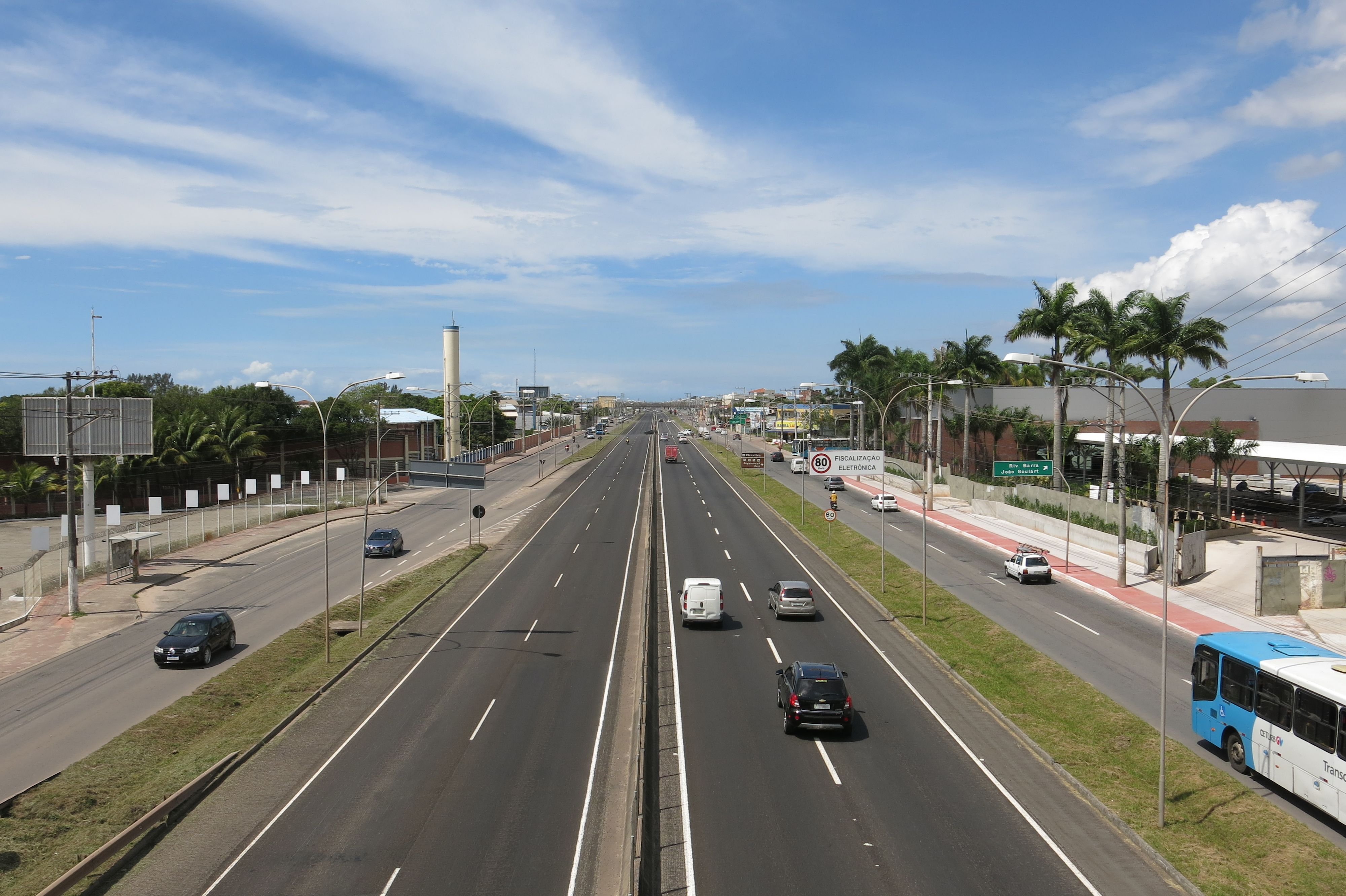
Rodovia do Sol no município de Vila Velha, ao passar pelos bairros Barra do Jucu e Riviera da Barra.

A Rodovia do Sol inicia-se na Terceira Ponte, em Vitória, atravessando em seguida os municípios de Vila Velha, Guarapari, Anchieta, Piúma, Itapemirim e Marataízes até encontrar o município de Presidente Kennedy.
Parte do trecho rodoviário, do km 0 até o km 67,5, foi concessionado à iniciativa privada em 22 de dezembro de 1998, pela concessionária RodoSol, pelo período de 25 anos, no trecho entre a Terceira Ponte, no município de Vitória e o bairro Meaipe, no município de Guarapari, com 2 pedágios, um na Terceira Ponte e outro no km 30, no bairro Village do Sol. O contrato de concessão com a RodoSol foi encerrado em 21 de dezembro de 2023 e o trecho voltou a ser administrado pelo Governo do Espírito Santo. A cobrança das 2 praças de pedágio foram encerradas e a manutenção da rodovia passou a ser de responsabilidade do DER-ES, enquanto os serviços de atendimento ao usuário, como guincho e ambulância, passou a ser de responsabilidade da CETURB-ES. 